# Филипс, Джина
Джина Филипс (англ. Gina Philips; имя при рождении — Джина Консоло (англ. Gina Consolo); род. 10 мая 1970 года, Майами-Бич, Флорида, США) — американская актриса.

## Биография
Джина Филипс родилась в Майами-Бич, штат Флорида. Училась в Университете Пенсильвании, но за год до его окончания бросила учёбу, чтобы иметь возможность сниматься в кино.
Свою карьеру в кино Джина начала в 1992 году со съёмок в различных телесериалах. Актриса появлялась в эпизодических ролях в таких сериалах, как «Звёздный путь: Глубокий космос 9», «Скользящие», «Скорая помощь», «C.S.I.: Место преступления» и «Детектив Монк».
Джина также выступает в качестве теле- и кинопродюсера.

## Фильмография

### Фильмы
| Актриса | Актриса                       | Актриса                                   | Актриса           |
| Год     | На русском языке              | На языке оригинала                        | Роль              |
| ------- | ----------------------------- | ----------------------------------------- | ----------------- |
| 1993    | Когда тайное становится явным | When the Bough Breaks                     | Девочка-подросток |
| 1995    | Пчёлы-убийцы                  | Deadly Invasion: The Killer Bee Nightmare | Трейси Ингрэм     |
| 1996    | Большей любви не бывает       | No Greater Love                           | Алексис Уинфилд   |
| 1996    | Её шикарный роман             | Her Costly Affair                         | Тэсс Уэстон       |
| 1997    | Крёстная мать                 | Bella Mafia                               | Роза Лучано       |
| 1998    | Рассказывая тебе              | Telling You                               | Кристен Барретт   |
| 2001    | Капкан любви                  | Nailed                                    | Миа Романо        |
| 2001    | Джиперс Криперс               | Jeepers Creepers                          | Триш Дженнер      |
| 2002    | Поваренная книга анархиста    | The Anarchist Cookbook                    | Карла             |
| 2004    | Смерть по прейскуранту        | Dead & Breakfast                          | Мелоди            |
| 2006    | Страх как он есть             | Ring Around the Rosie                     | Карен Болдуин     |
| 2007    | Украденная невинность         | My Baby Is Missing                        | Дженна Дэвис      |
| 2008    | Заразный дом                  | The Sick House                            | Анна              |
| 2012    | На цепи                       | Chained                                   | Мари Фитлер       |
| 2012    | Угнанный                      | Hijacked                                  | Мишель Либ        |
| 2017    | Джиперс Криперс 3             | Jeepers Creepers 3                        | Триш Дженнер      |

### Телесериалы
| Актриса     | Актриса                          | Актриса                        | Актриса                              |
| Год         | На русском языке                 | На языке оригинала             | Роль                                 |
| ----------- | -------------------------------- | ------------------------------ | ------------------------------------ |
| 1992        | Проблемы роста                   | Growing Pains                  | Гейл                                 |
| 1993        | Блоссом                          | Blossom                        | Трейси                               |
| 1993        | Шёлковые сети                    | Silk Stalkings                 | Стейси                               |
| 1993        | Звёздный путь: Глубокий космос 9 | Star Trek: Deep Space Nine     | Вэрис                                |
| 1995        | Странное везение                 | Strange Luck                   | Дженсен                              |
| 1996        | Тёмные небеса                    | Dark Skies                     | Мэрни Лейн                           |
| 1996        | Скользящие                       | Sliders                        | Девин                                |
| 1998        | Семь дней                        | Seven Days                     | Ребекка Энн Родес/Татьяна Зенковская |
| 1999 — 2000 | Элли Макбил                      | Ally McBeal                    | Сэнди Хингл                          |
| 2001        | Бостонская школа                 | Boston Public                  | Дженна Миллер                        |
| 2002        | Скорая помощь                    | ER                             | Медсестра Кэти                       |
| 2002        | C.S.I.: Место преступления       | CSI: Crime Scene Investigation | Рэйна Крэлл                          |
| 2004        | Гавайи                           | Hawaii                         | Харпер Вудс                          |
| 2007        | Медиум                           | Medium                         | Коллин Фицпатрик Барлоу              |
| 2007        | Детектив Монк                    | Monk                           | Брэнди Барбер                        |